# Немецкий сельскохозяйственный институт
Немецкий сельскохозяйственный институт — высшее учебное заведение, существовавшее в СССР.

## История
Молодая Автономная Советская Социалистическая Республика немцев Поволжья, созданная сразу по окончании Гражданской войны, нуждалась в кадрах квалифицированных специалистов. 20 февраля 1930 года Совнарком АССР НП обратился в Совнарком РСФСР и Президиум ВЦИК с письмом, в котором просил организовать в республике высшее сельскохозяйственное учебное заведение.
17 февраля 1931 года было принято решение открыть Немецкий сельскохозяйственный институт с 1 апреля 1931 года. На окраине города Покровска (ныне Энгельс) в распоряжение института были переданы постройки отделения Государственного треста по организации территории и подготовке переселенческих земельных фондов (Госземтрест) Наркомата земледелия РСФСР. В 1932 году началось строительство зданий института.
Немецкий сельскохозяйственный институт был открыт с двумя факультетами: зерновых культур и животноводческого, в который входили отделения молочного скотоводства и свиноводства. Институт подчинялся Наркомзему СССР и управлялся директором. Срок обучения в нём был три года; первый приём студентов состоялся весной 1931 года в количестве ста человек. Осенью прибыло ещё порядка семидесяти. Из общего количества обучающихся было 139 студентов немецкой национальности. С 1 января 1932 года в институте был открыт заочный сектор. Была развёрнута работа ряда новых кафедр: кормодобывания, генетики и разведения сельскохозяйственных животных, почвоведения и агрохимии, зоологии, ветеринарных наук и других специальных дисциплин.
В институте работали рабфаки вечерних и дневных отделений с отрывом от производства, они имели подсобные хозяйства, технику, сельхозинвентарь. Практику студенты проходили по договорам в машинно-тракторных станциях. Первый выпуск состоялся в 1935 году. К 1938 году было законченно строительство институтского городка, состоящего из учебного корпуса, общежития, столовой, спортивной площадки и тира. Институт имел собственную научную библиотеку, Учёный совет вуза готовил свои научные кадры. в 1938 году ему было присвоено имя 15-летия АССР немцев Поволжья.
В 1939 году Немецкий сельскохозяйственный институт принимал участие во Всесоюзной сельскохозяйственной выставке в Москве.
С началом Великой Отечественной войны Совнарком АССР НП своим решением от 16 июля 1941 года постановил передислоцировать НемСХИ в помещение Краснокутской опытной станции. А указом от 28 августа 1941 года о переселении немцев, проживающих в районах Поволжья, Немецкий сельскохозяйственный институт был закрыт. Учебное хозяйство было передано Саратовскому сельскохозяйственному институту (ныне Саратовский государственный аграрный университет). Учебный городок долгое время занимало училище № 33 сельскохозяйственного направления. Затем здания института находились в заброшенном состоянии. В настоящее время здесь находится Энгельсский колледж профессиональных технологий.